# Chó săn lông ngắn Đức

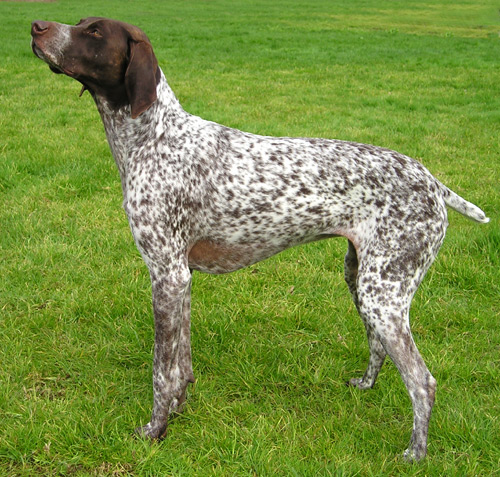
Một con chó săn lông ngắn Đức

Chó săn lông ngắn Đức (German Shorthaired Pointer) là một giống chó săn mồi có nguồn gốc từ nước Đức. Chúng là một giống chó săn lanh lợi được sử dụng đa mục đích (kiêm dụng). Chó săn lông ngắn Đức đã đóng góp cho sự phát triển của giống German wirehaired Pointer. Chúng cũng có những khả năng như là chó triển lãm, thi vâng lời, chó săn, chó tha mồi, dò dấu vết, lao động trên bình nguyên và kiểm tra khả năng săn thú.

## Nguồn gốc

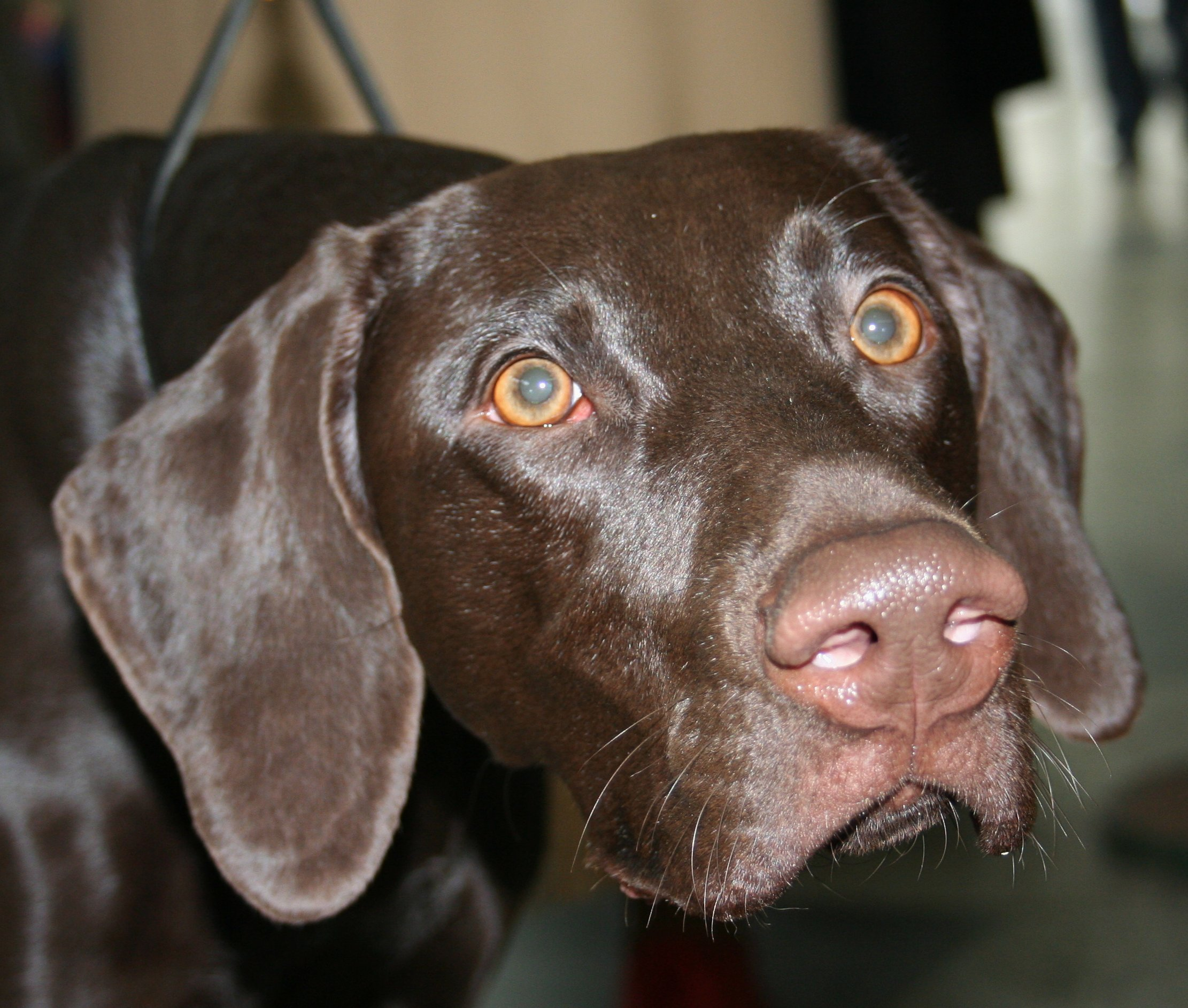
Khuôn mặt của một con chó săn lông ngắn Đức

## Đặc điểm

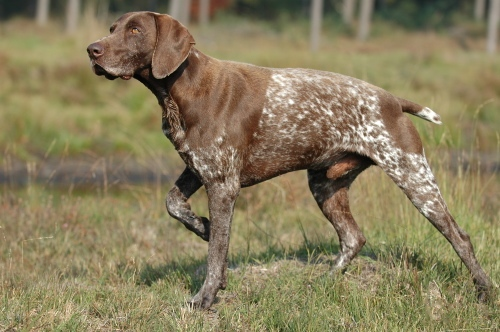
Tổng thể một con chó săn lông ngắn của Đức

## Tập tính

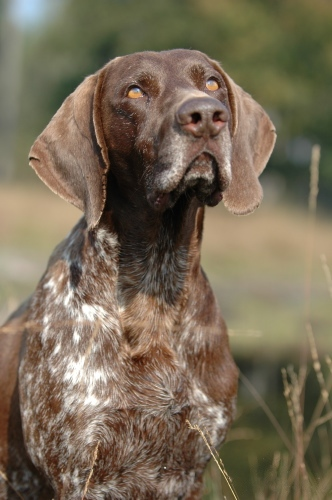
Chúng là giống chó năng động